# Roger Leiner

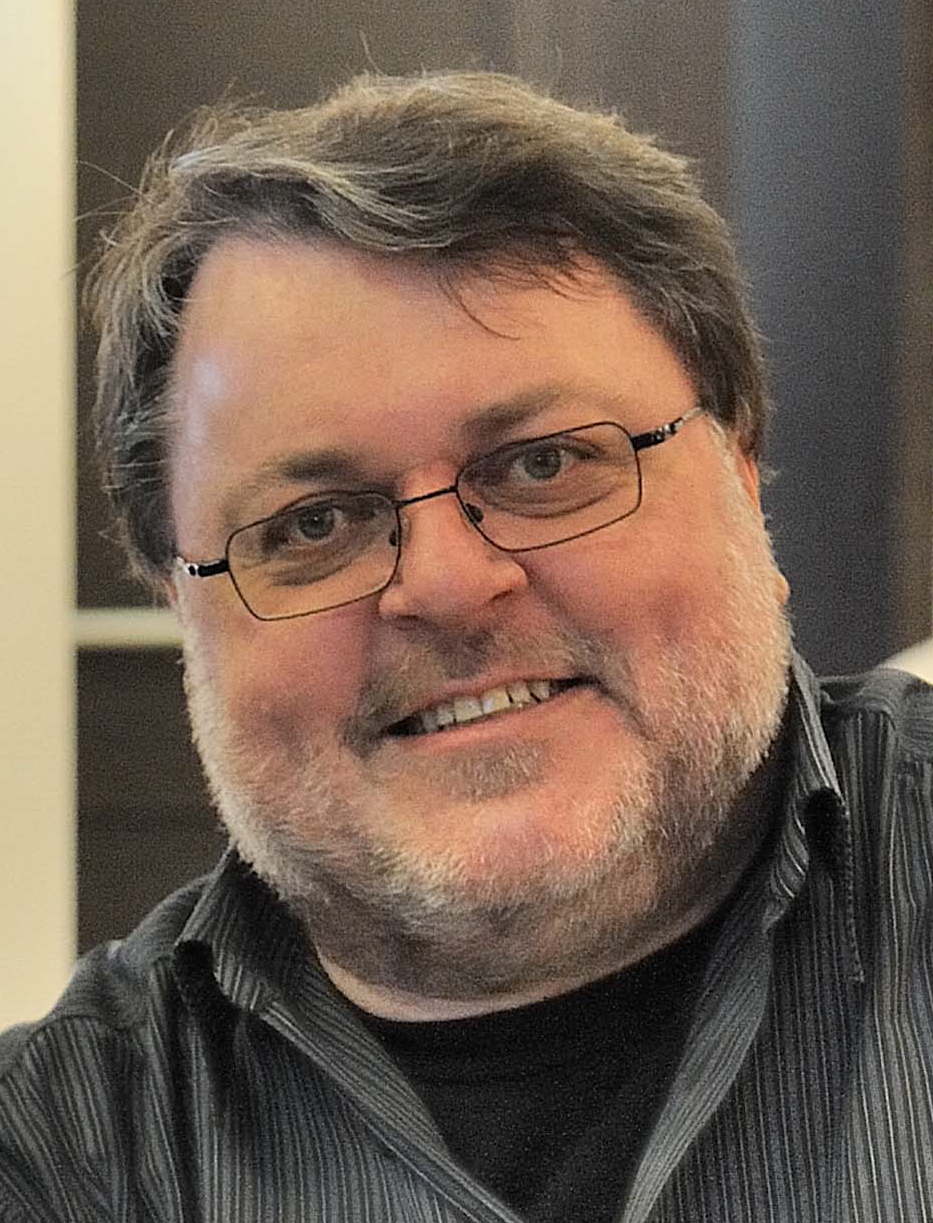
Roger Leiner (2008)

Roger Leiner (* 2. Februar 1955 in Wiltz; † 29. Dezember 2016 in Ettelbrück) war ein luxemburgischer Comiczeichner, Illustrator und Karikaturist.

## Leben
Seine Schulzeit verbrachte er in Diekirch, studiert hat er in Straßburg an der Universität „des sciences humaines“ art et plastiques. In Luxemburg arbeitete er von 1979 bis 1986 im Wirtschaftsministerium als Beamter, danach widmete er sich bis zu seinem Tod dem Zeichnen und Malen, als hauptberuflicher Zeichner und Karikaturist.
1980 arbeitete er für die Zeichnungen im Film bei der luxemburgischen Zeitung Tageblatt, seit 1982 malte er wöchentlich für die luxemburgische Zeitschrift Das Letzebuerger Land, um später auch für die Revue tätig zu werden.
Leiner ist Vater von drei Kindern. Er lebte bis zu seinem Lebensende in Mersch.

## Schaffen

### Superjhemp
Von 1987 bis 2014 brachte er mit seinem Freund Lucien Czuga den Superjhemp auf den Markt, insgesamt haben die beiden Autoren 29 Editionen herausgebracht. In jeder Ausgabe musste der Superjhemp Luxemburg vor dem „Bösen“ oder mehreren „Bösen“ retten. In den Karikaturen kommen immer wieder bekannte Luxemburger vor, so werden auch luxemburgische und internationale Ereignisse verarbeitet. Superjhemp war in Luxemburg außerordentlich erfolgreich, 2006 wurden 185.000 Exemplare verkauft. Damit ist Superjhemp das meistverkaufte Buch in Luxemburg. Im Oktober 2018 wurde De Superjhemp retörns in den Kinos veröffentlicht, ein Spielfilm, der auf den Figuren des Superjhemps basiert.

### Weitere Comics
Neben Superjhemp arbeiteten Lucien Czuga und Roger Leiner an weiteren Projekten zusammen und brachten eine Reihe eigenständiger Alben raus. So erzählen sie in dem auf historischen Fakten beruhenden Comic De stolen A (1991) die Geschichte des Stahlproduzenten ARBED.
1992 veröffentlichten beide den sozialkritischen Comic Jimmy. Erzählt wird die Geschichte eines jungen Mannes, der ins Drogenmilieu abrutscht. Das Album Vum Siggy bis bei d’City kombiniert historische Fakten mit einer fiktionalen Rahmengeschichte. Der Comic, der 2013 von der Stadt Luxemburg für das Jubiläum der Gründung Luxemburgs im Jahr 1050 in Auftrag gegeben wurde, erzählt die Geschichte der Stadt. Der Comic erschien dann 2015 in luxemburgischer und in französischer Sprache. Nach dem Ende der Superjhemp-Reihe im Jahr 2013 entstanden zwei Alben mit Kurzgeschichten über die Kindheit der Superhelden mit dem Titel Littel Superjhemp. Das Luxemburger Lexikon, eine Sammlung von Begriffen aus dem Superjhemp-Universum, erschien 2008.
2018 wurde unter der Regie von Félix Koch den Spielfilm Superjhemp retörns über den Superhelden gedreht, die Hauptrollen spielten André Jung, Désirée Nosbusch, Jules Werner und Jean-Paul Maes. Er ist mit über 60.000 verkauften Eintrittskarten der erfolgreichste Luxemburger Spielfilm. Superjhemp retörns wurde außerdem 2019 bei den Filmfestspielen in Berlin und beim Starring Europe Festival in Los Angeles gezeigt.

## Werke (zeichnerischer Beitrag)
- Den Superjhemp géint den Bommenléer, De Superjhemp [1], Luxemburg 1988. Éditions Revue
- D`Affär vum Jorhonnert, De Superjhemp [3], Luxemburg 1990. Éditions Revue
- Panik am Studio 4, De Superjhemp [5], Luxemburg 1992. Éditions Revue
- Superjhemp contra Superjhemp, De Superjhemp [6], Luxemburg 1993. Éditions Revue

## Anerkennungen

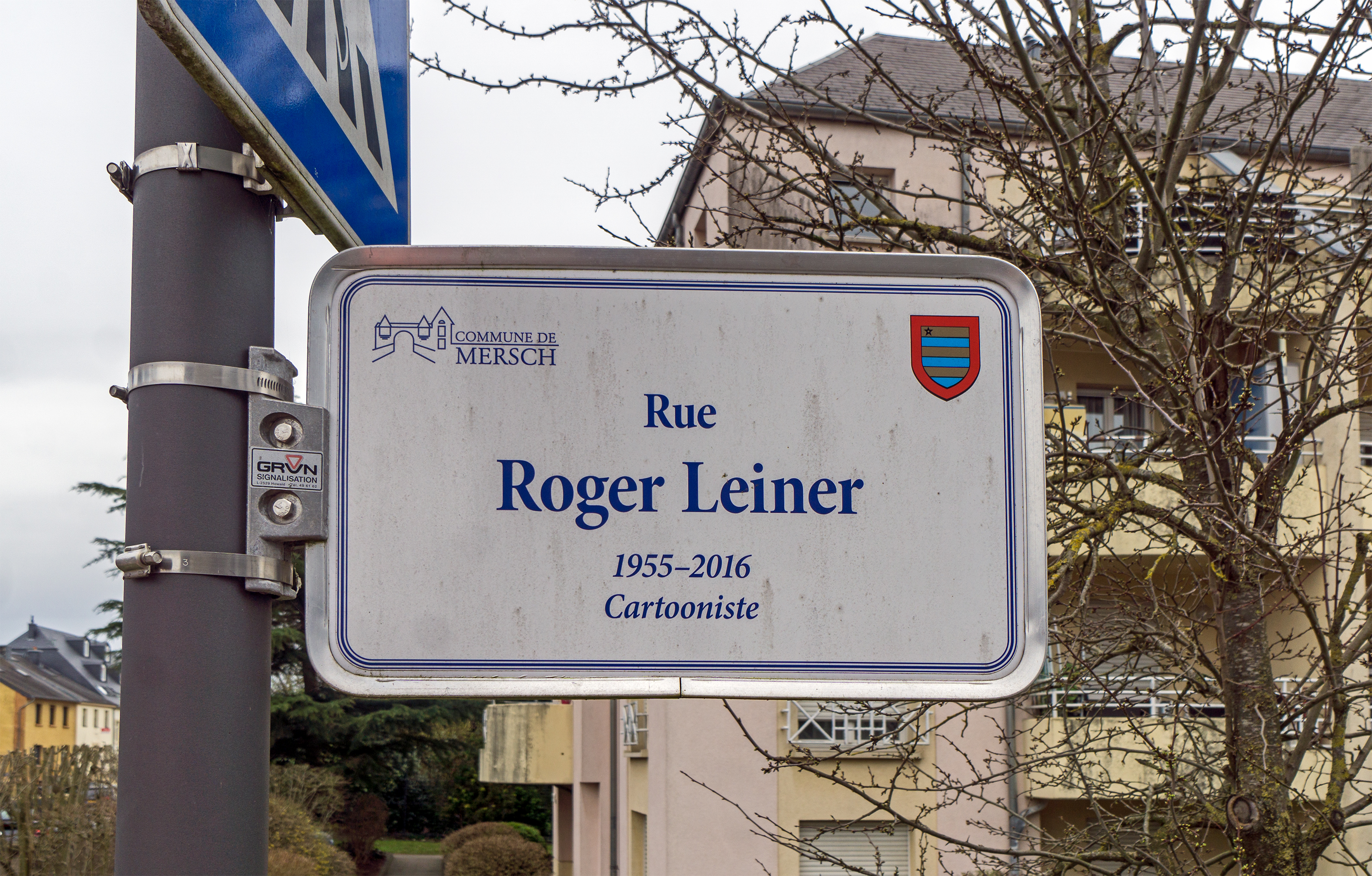
Berschbach - Rue Roger Leiner

Nach ihm wurden zwei Straßen benannt:
- Contern: Rue Roger Leiner

- Berschbach: Rue Roger Leiner